# Oranges and Sunshine
Oranges and Sunshine (br: Laranjas e Sol) é um filme de drama australiano de 2010 dirigido por Jim Loach e estrelado por Emily Watson, Hugo Weaving e David Wenham, com roteiro de Rona Munro, baseado no livro Empty Cradles (1994) de Margaret Humphreys.

## Elenco
- Emily Watson como Margaret Humphreys
- Hugo Weaving como Jack
- David Wenham como Len
- Richard Dillane como Merv Humphreys
- Tara Morice como Pauline
- Stuart Wolfenden como Bill
- Kate Rutter como Vera
- Lorraine Ashbourne como Nicky
- Federay Holmes como Charlotte
- Helen Grayson como Bureaucrat
- Ruth Rickman como Orphan
- Harvey Scrimshaw como Ben
- Molly Windsor como Rachel
- Neil Pigot como James
- Tammy Wakefield como Susan

## Recepção
O Rotten Tomatoes dá ao filme uma pontuação de 71% com base nas avaliações de 68 críticas. O consenso do site diz: "Com base em uma história comovente, guiada pela direção sensível de Loach e liderada por uma performance poderosa de Watson, Oranges and Sunshine contorna seus problemas de ritmo e roteiro ocasionalmente clichê".